# رجاء عليش
محمد رجاء عليش ويُعرف اختصارًا باسم رجاء عليش، هو أديبٌ وقاصٌ مصري، لم يُعرف عنه الكثير، حيث كان قد انتحر عام 1979 ميلاديًا، وتشير بعض المصادر بأنه قد يكون وُلد عام 1932. شغل انتحاره الرأي العام آنذاك، خصوصًا ضمن الأوساط الأدبية في مصر. لا تُوجد أي صورة مُتفق عليها لرجاء.

## حياته
لم يُعرف كثيرًا عن حياة رجاء عليش، ولكن المصادر تذكر أنه كان «يشكو من قبحهِ، ومن نفور النساء منه، وكثيرًا ما آلمته تلك التعليقات الجارحة التي تنال من هيئته وقِصَر قامته»، كما تذكر مصادر أُخرى أنَّ «برغم كونه مقتدرًا ماليًا، ثريًا بالأفكار، إلا أنه عاش منبوذًا، وحيدًا، لم يلقَ لا القبول الاجتماعي ولا الأدبي بسبب خارج عن إرادته، فهو لم يختر أن يكون قبيحًا! كما يصفه الآخرون»، كما توضح أنَّ أغلب مؤلفاته كانت عن قصصٍ من واقعه الخاص، تُظهر معاناته وآلامه، ويحكي عن طموحاته وأمنياته التي لم يتمكن من تحقيقها في حياته.
كان رجاء قد نشر مؤلفاته على نفقته الخاصة، وأوصى قبل انتحاره بكل أمواله وممتلكاته لصالح رعاية المبدعين الشباب ونشر أعمالهم، كما ترك رسالةً قبل انتحاره وصلت إلى النائب العام، كتب فيها «عشتُ هذه السنين الطويلة وأنا أحلم بالانتقام من أفراد المجتمع الذين أفلحوا في أن يجعلوني أكفر بكل شيء». رفعت عائلته بعد انتحاره قضيةً إلى القضاء المصري حول الميراث، حيث اتهموا رجاء بالجنون.
يذكر خيري حسن في كتابه «أرواح على الهامش»، بأنَّ «كان قبح الملامح المأساة الحقيقية في حياة عليش، الرجل الذي كان يعاني من نفور الجميع منه: نقاداً ودور نشر وصحافيين! ويذكر المؤلف أنه في مقدمة مجموعته القصصية يقول واصفاً حاله «هذه صفحات عن أغرب مشكلة في حياتي، مشكلة القبح. يمكنك أن تتخيل أغرب رجل في العالم. أقبح وجه يمكنك أن تصادفه في أي مكان على الأرض؛ لتتأكد أنك تراني أمامك، الأضحوكة الدائمة، والغرابة الدائمة، أنا دائماً الأغرب، الأفظع، الأقبح»، كما كان يردد دائماً: «فليرحمني الله من قارئ يُسطّح كلماتي، ومن ناقد بلا ضمير، ومن مطبعة لا تدور، ومن مجتمع كبحيرة الزيت»».
كانت حُسن شاه على معرفةٍ برجاء قبل انتحاره، حيث تذكر أنها أحضرت أعماله كلها وعرضتها على أستاذ الأدب عبد العزيز حمودة، والذي قال بأنَّ رجاء أديبٌ رائع.
شككت بعض المصادر في حقيقة شخصية رجاء أو اسمه، حيث تذكر «ولا يعلم أحد إن كان هذا الاسم (رجاء عليش) حقيقي أم لا، فلا يعرفه أحد على الساحة الأدبية أو ربما لم يره أحد من قبل، همشوه وتجاهلوه لقبحه، كما لا توجد له أي صورة باقية تخلد ذكراه على هذه الحياة، وكأنه كان مجهولًا حيًا وميتًا؛ وفي عام 1979 قام رجاء بإطلاق النار على رأسه، وجاء في تقارير رجال الشرطة أنه وجد منتحرا في سيارته».

## مؤلفاته
كان رجاء قد وضع مؤلفين، هما:
- «لا تولد قبيحًا»، وهي روايةٌ صدرت عام 1974 عن مكتبة مدبولي. كما صدرت طبعة حديثة عن منشورات جدل عام 2022 (ردمك 9789921774863).
- «كلهم أعدائي»، وهي مجموعةٌ قصصيةٌ صدرت الطبعة الأولى منها في فبراير (شباط) 1979 ميلاديًا عن مطبعة الجامعات (دار أسامة). كما صدرت طبعة حديثة عن دار تبارك للنشر والتوزيع عام 2019.

## انتحاره
كان رجاء عليش قد انتحر بإطلاق الرصاص على نفسه في سيارته، وحدث ذلك في عام 1979 ميلاديًا، حيث كان عمره آنذاك لم يتجاوز 47 عامًا. تذكر مصادر أخرى بأنه كان في بداية ثمانينات القرن العشرين. كما توضح مصادر أُخرى أنه انتحر في مكتبه بحي مصر الجديدة.
تذكر مجلة «الثقافة الجديدة» بأنَّ رجاء عليش انتحر حيثُ «فجر شقتين كان يمتكلهما مستخدمًا 16 أنبوبة بوتاجاز و14 من صفائح بنزين وصفيحتين من الجاز، ثم توجه في سيارته وأغلق بابها وأطلق على نفسه عدة رصاصات».
كانت حُسن شاه قد تابعت موضوع انتحاره، وأكدت أيضًا أنها لم تكن على علمٍ بأنه سينتحر، كما ذكرت بأنهُ انتحر بطريقةٍ جعلت كل الجرائد تكتب عنه، حيث «ذهب إلى بيته وفتح أنابيب البوتاجاز ثم أشعل في الأنابيب وخرج فأخذ سيارته وبالمسدس ضرب نفسه في الشارع وحرق بيته»، كما تذكر أنها قد طُلبت لتشهد في المحكمة بأنه لم يكن مجنونًا؛ وذلك لأنَّ إخوة رجاء اتهموه بالجنون بعد أن أوصى بكل أمواله لصالح رعاية المبدعين الشباب ونشر أعمالهم، حيث تقول «فرفضت أن أشهد بشيء وقلت أن إخوته أحق بهذا المال».
كان الناقد خيري حسن قد حقق سيرة رجاء عليش، ويذكر «أن اهتمام بعض وسائل التواصل الاجتماعي بقصة رجاء عليش دفع إحدى دور النشر الكبيرة إلى أن تعرض على أسرته إعادة نشر أعماله مرة أخرى، غير أن طلبها قوبل بالرفض الشديد، والتحذير من طرح أي عمل يحمل اسمه، كأنه عار يلاحق الأسرة»، ويُكمل بأنه وجدًا حرجًا شديدًا من أسرة رجاء في الحديث عنه أو عن موهبته، حتى أنَّ بعضهم أنكر معرفته به أو بأيٍ مما كتب، وفسّر خيري ذلك بأنَّ هناك فكرة منتشرة لدى بعض العائلات الكبيرة في المجتمعات العربية تعتبر الانتحار أمرًا مُشينًا، ومن الأفضل تجاهل السيرة.
يذكر محمود عبد الشكور في كتابه «كنت صبيًا في السبعينيات: سيرة ثقافية واجتماعية» بأنَّ رجاء عليش انتحر «يأسًا وقرفًا وربما مرضًا»، ويذكر أيضًا بأن «لم أقرأ شيئًا لهذا الكاتب الذي صدرت له عدة كتب، بل إنه أصبح نسيًا منسيًّا، ولكني لم أنسَ قطُّ لا الاسم ولا واقعة الانتحار الغريبة».